# Communauté de communes de Fium’Orbu Castellu
Die Communauté de communes de Fium’Orbu Castellu ist ein französischer Gemeindeverband mit der Rechtsform einer Communauté de communes im Département Haute-Corse in der Region Korsika. Sie wurde am 11. Oktober 2012 gegründet und umfasst 13 Gemeinden. Der Verwaltungssitz befindet sich im Ort Ghisonaccia.

## Historische Entwicklung
Mit Wirkung vom 1. Januar 2017 trat die Gemeinde Solaro von der aufgelösten Communauté de communes de la Côte des Nacres dem hiesigen Verband bei.

## Mitgliedsgemeinden
| Gemeinde                                     | Einwohner 1. Januar 2022 | Fläche km² | Dichte Einw./km² | Code INSEE | Postleitzahl |
| -------------------------------------------- | ------------------------ | ---------- | ---------------- | ---------- | ------------ |
| Chisa                                        | 106                      | 28,92      | 4                | 2B366      | 20240        |
| Ghisonaccia                                  | 4.246                    | 68,25      | 62               | 2B123      | 20240        |
| Ghisoni                                      | 194                      | 124,60     | 2                | 2B124      | 20227        |
| Isolaccio-di-Fiumorbo                        | 332                      | 40,89      | 8                | 2B135      | 20243        |
| Lugo-di-Nazza                                | 85                       | 25,41      | 3                | 2B149      | 20240        |
| Pietroso                                     | 350                      | 25,76      | 14               | 2B229      | 20242        |
| Poggio-di-Nazza                              | 186                      | 32,79      | 6                | 2B236      | 20240        |
| Prunelli-di-Fiumorbo                         | 3.736                    | 37,41      | 100              | 2B251      | 20243        |
| San-Gavino-di-Fiumorbo                       | 100                      | 22,17      | 5                | 2B365      | 20243        |
| Serra-di-Fiumorbo                            | 349                      | 43,20      | 8                | 2B277      | 20240        |
| Solaro                                       | 734                      | 93,36      | 8                | 2B283      | 20240        |
| Ventiseri                                    | 2.593                    | 46,70      | 56               | 2B342      | 20240        |
| Vezzani                                      | 269                      | 46,32      | 6                | 2B347      | 20242        |
| Communauté de communes de Fium’Orbu Castellu | 13.280                   | 635,78     | 21               | –          | –            |